# ヒトに由来する生薬
生薬とは、天然物から有効成分を単離せずに用いる薬を指すが、その中にはヒトに由来する生薬も存在する。本稿では、それらの生薬について説明する。

## 概要

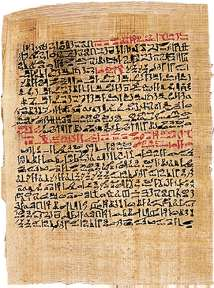
エベルス・パピルス

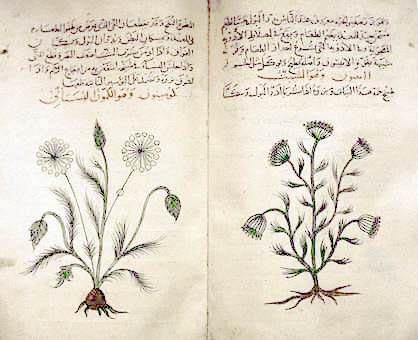
アラビア語版の薬物史

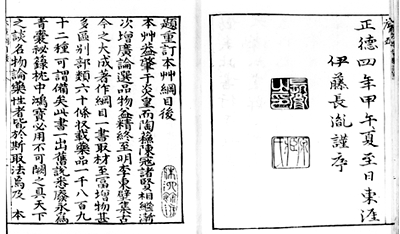
本草綱目の金陵版

有史以前のはるか古来より、人類は様々な物質を薬として用いてきたと考えられている。有史以降の現存する薬に関する書物としては、紀元前2000年頃のメソポタミア文明時代の粘土板を最古として、紀元前1550年頃の古代エジプトの『エベルス・パピルス』、紀元前3世紀頃の古代中国の『神農本草経』、紀元1世紀の古代ギリシャの『薬物誌』などの存在が知られている。科学的知見や医学的知識がほとんど存在しなかった当時、これらの薬の多くは実際に服用した先人による経験則や、呪術的な見地（形態学的に特異な物や疾患との対応性など）、ホメオパシー的見地、あるいは珍奇さから見出されてきたものであった。神話においては、中国の三皇五帝の1人である神農が、日々七十数種の植物を身を舐めて試し、薬となるかどうかを判別したとの伝説が知られている。
このような呪術的観点からの治療が主流であった時代において、人体を薬として利用する行為が行われていたことを想像するのは難しくない。中国では古くから薬として人体の様々な部位を用いていたが、日本でも同様に古くから脳や肝臓、人肉、人骨、肺、心臓、胎児などを病の治療のために利用した例が知られており、また西洋の民間薬でも人体由来のものが知られている。
近代になり科学が進歩してくると、薬として用いられていた生薬から薬効成分を分離しようとする試みがなされるようになった。なお、実際に薬効成分としての化合物が初めて分離されたのは、ドイツ人薬剤師のフリードリヒ・ゼルチュルナーによるアヘンからのモルヒネ単離であり、19世紀初頭の1804年のことである。
それから現在に至るまで、数多くの薬効成分が単離報告されているが、民間薬や伝統医療で用いられている生薬の有効成分の調査は現在でも活発に行われている。
その中には、明らかに呪術的見地から選ばれていたであろう生薬から、具体的な薬効成分が見出された例も数多く知られており、これらはセレンディピティの例として示される場合がある。
現在では医学的な実用性の見地や倫理学的見地などから、ヒト由来の生薬が用いられている例は知られておらず、また、『日本薬局方』の生薬総則に規定される生薬にも勿論のことながら収載されていない。しかしながら、20世紀以降の近年においても、難病治療のための万能薬として墓場の遺体を盗掘する例も存在する。近年規制の緩い旧ソビエト連邦や東ヨーロッパの法医学施設で遺族をだまして採取した死体の組織がドイツに密輸され、大手企業によって歯科インプラントや美容形成、スポーツ医療用製品に加工された上でアメリカ合衆国に輸出され、そこからさらに世界30カ国以上に輸出されていることが明らかになった。
なお近年では、ヒト胎盤抽出エキスを用いたプラセンタや、臓器移植、輸血、iPS細胞などの人体組織由来の医療法は、ある程度一般的に使用されているが、これには人体の商品化という面からの問題提起がなされている。
以下の項目では、人体を薬として使用する例を最も体系的に記述した李時珍の『本草綱目』第52巻および、本草綱目収録品の和名を収載した林羅山の『多識編』、あるいは『和名抄』を中心とした記述を行っている。なお、本草綱目には35の部位（と、他民族に関する項が2つ）が記載されているが、以下ではそのうちの主だった記載内容のみを扱っている。
また、民話や伝説、実際の事件においてヒトの生き胆などの臓器を万能薬として扱う話は数多く存在するが、それらについてはごく一部を以下に紹介した。
- 安達ヶ原の鬼婆：公家に仕えていた岩手という名の乳母が、世話をしている娘の病気を癒すために、妊婦の生き胆を求めて旅人を幾人も殺害するが、最後には僧によって退治される物語である[15]。なお、ストーリーには多くのバリエーションが存在し、結末が若干異なるものも知られている。
- のんきな患者：梶井基次郎の小説であり、肺病（結核）の薬として「脳味噌の黒焼き」を母に勧められる場面が描かれている[16]。なお、脳味噌の黒焼きは江戸時代に実際に販売されていたことが知られている。
- 摩訶僧祇律：仏教の戒律書であるが、健康や医学に関する内容も含まれている。第32巻には、1人の僧が黄疸治療のために人血を飲んだことを釈迦が知り、遺骨を焼いた灰をできものの治療に用いる場合を除き、人肉、血液、人骨の使用を禁じたとの記載がある[17]。
- インド神話では、荼吉尼天は人の肉を食すことで神通力を得る女神として描かれている[18][19]。

## 人毛に由来する生薬
主成分はアミノ酸から構成されるたんぱく質のケラチン、有色の毛であればメラニンなど。

### 頭髪
「髪髲」：『神農本草経』の上巻や『新修本草』に収載が見られ、『和名抄』には「加美」の名で記載されるほか、『多識編』には「曽里加美」の名前で記載されている。また、髪を梳いて得られたものは『本草綱目』では「乱髪」、『多識編』では「久志計豆里加美」として扱われている。さらに、黒焼きにしたものは乱髪霜の名で知られ、現代の日本でも使用例が見られる。
体内の余分な水分を排出する作用（利水道）や、止血作用があるとされ、応用例には、五癃（一般的な5種類の尿路疾患）、大人痓（大人の破傷風による剛直様症状）、小児驚癇（子供のひきつけ）、大小便の不通、霍乱（激しい下痢や嘔吐）に用いられた。
漢方処方では、髪灰散（髪を焼いた灰を用いる）や無憂散（当帰、川芎、白芍薬、枳殻、乳香、木香、甘草、髪灰）、乱髪膏などの処方が知られている。また現代の中医学では血余炭として使用されている。

### 髭
「髭須」：出典は『名医別録』である。口髭と顎鬚を指す。『和名抄』では各々を「加美豆比介」と「之毛豆比介」、『多識編』では「宇和比計」と「志多比計」として記載されている。癰瘡（化膿したできもの）に適用されるほか、大小便の不通、子供のひきつけ、鼻血止め（灰にしたものを用いる）などに用いられた。

### 陰毛
「陰毛」：『本草綱目』に収載されている、一般には陰部に生える縮れた毛である。和名では『多識編』で「豆比気」とされているほか、「末良計」との記載も見られる。男性の陰毛は、蛇に咬まれた時に陰毛20本を含ませその汁を飲んで毒を退ける効果のほか、横生逆産（胎児が出産時に頭から出ない）の難産時に夫の陰毛27本を焼き、猪膏（イノシシの脂）と混ぜて大豆程度の大きさにしたものを飲ませると効果があるとされる。また、女性の陰毛は、五淋（糖尿病や膀胱炎などの計五種類の尿路疾患"石淋、気淋、膏淋、労淋、熱淋"を指す）および陰陽易病（男を陽、女を陰とし、男女の性交から生じる病）に用いるとされた。

## 爪に由来する生薬

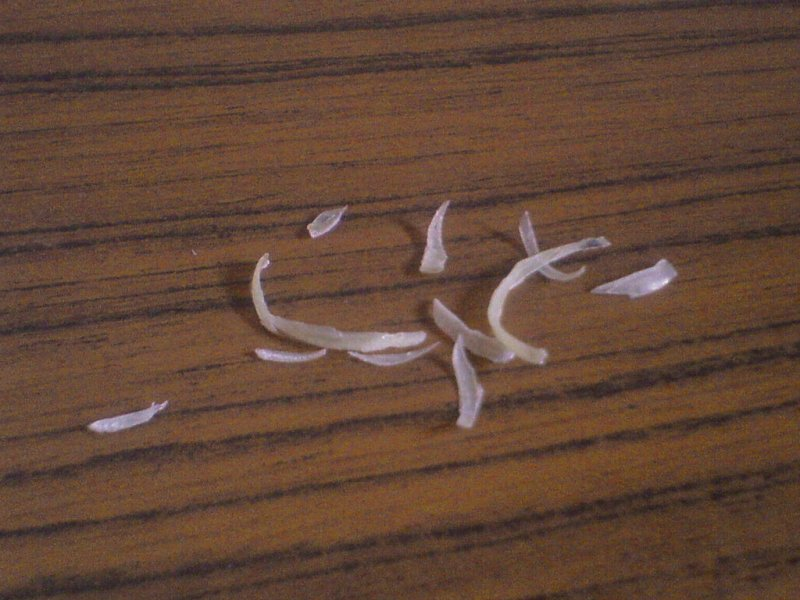
ヒトの爪

四肢先端にある指先の角質が変化して形成される硬い組織。主成分はケラチンである。
「爪甲」：平安時代初期に記された現存する日本最古の薬物辞典である『本草和名』に「豆女」の名で収載されている。『本草綱目』にも収載されているほか、『多識編』では「豆米」の名で記されている。利小便（利尿）や催生（陣痛促進）に効果があるとされ、応用例では、淋病や脚気、胞衣不下（胎盤が降りてこない症状）、鼻血に用いられた。
なお、西洋の民間療法では、ヒトの爪は病気の治療に用いられたほか、歯の痛みを癒すために手足の爪を交互に切ることが行われていたという。

## 垢に由来する生薬
体表の皮膚角質層が皮膚分泌物と混ざって脱落したもの。主成分はケラチン、メラニンなど。

### 頭垢
「頭垢」：唐代659年に成立した、中国で最古の勅撰本草書である『新修本草』が初出。『本草和名』には「雲脂」や「加之良乃安加」の名が見られるほか、『多識編』には「加志良乃阿加」の記載が見られる。応用例には労疫（結核など）のほか、蠱毒（虫を用いた呪術）や鬼魅（鬼や化け物によると考えられた病）の治療、緊唇（唇を強く閉ざした状態）、赤目腫痛などがあった。

### 耳垢
「耳塞」：出典は『日華子諸家本草』であり、『本草綱目』には耳垢の名も収載されている。てんかんやアルコール依存症のほか、蛇などに咬まれた際に使用された。

### 膝頭の垢
「膝頭垢」：出典は『本草綱目』で、焼いた垢を塗ることで唇緊瘡の治療に用いるとされた。

## 骨に由来する生薬
人体の骨格系を形成する組織であり、約200個の骨からなる。主成分はリン酸カルシウム。各部位に関しては人間の骨の一覧のこと。

### 一般の骨
「人骨」：初出は『本草拾遺』とされるが、『本草拾遺』は散逸したために現在知られているのは『証類本草』中の記述である。日本の文献では平安中期に成立した『和名抄』に「保禰」の名で収載されているほか、『多識編』では「比登乃保禰」として記載されている。骨病や骨折、瘡（感染性の皮膚病）に効果があるとされた。
なお、西洋では慢性疾患に対して人骨の粉末を用いる民間療法が記録されている。

### 頭蓋骨
「天霊蓋」：初出は『開寶本草』であり、『本草綱目』には「脳蓋骨」や「仙人蓋」の名も載せられている。日本では、『和名抄』に「比止加之良保禰」の名で収載されているほか、『多識編』では「志也礼加宇倍之保禰」として記載されている。応用例には、傳尸や疰尸（労虫によって感染すると考えられていた肺病の類）、肺痿（肺結核）、鬼気（死人の邪気）、盗汗（寝汗）などがあったとされる。

## 口腔に由来する生薬
歯とは、成人では親知らずを含めて口腔内に32本存在する硬質な組織。主成分は水酸燐灰石（ハイドロキシアパタイト）である。また、歯垢は歯の表面に付着する粘性物体であり、微生物とその代謝物の塊から構成される。

### 歯
「牙歯」：出典は『日華子諸家本草』とされており、『和名抄』に「波」および「岐波」として、『多識編』では「岐波」として記載されている。除労（疲れを除く）作用があり、応用例として瘧（マラリア）、蠱毒、痘瘡（天然痘）などに使用された。

### 歯垢
「歯垽」：『本草綱目』に収載されており、『多識編』には「波加須美」として記載されている。竹木刺（竹木による刺し傷）や蜂螫（蜂刺され）に用いる。

## 分泌物に由来する生薬
分泌腺より分泌される液で、内分泌液と外分泌液がある。唾液と母乳、精液、涙、汗はいずれも外分泌液に属する。母乳の成分としては、脂肪分や各種の酵素、ビタミン、ホルモン、IgA抗体など。唾液の成分は各種酵素やたんぱく質など。精液の成分はムチン、レクチンなどのタンパク質や、プロスタグランジンのようなホルモンが含まれている。

### 母乳
「乳汁」：『新修本草』にみられるほか、『本草綱目』には「仙人酒」の名の記載が見られる。日本の資料では、『本草和名』に収載がみられ、また『和名抄』には「知」として、『多識編』には「知志留」の名で記載されている。作用には、補五臓（心臓、肝臓、腎臓、脾臓、肺を活発化させる）、益気（気を養う）、潤毛髪（髪を艶やかにする）、滋養（栄養をつける）があり、応用例には中風不語（脳卒中後の言語症）や目赤痛多涙（涙が多く、眼が赤く腫れて痛む）、月経不順に用いる。
なお西洋の民間療法では、眼の怪我に塗布して用いるほか、滋養目的で肝臓や腎臓の疾患、神経痛、熱病に服用させる例が報告されている。昭和期の日本でも母乳で目を洗浄することに効果があると一部では信じられていたことが、加能作次郎の小説『乳の匂ひ』などからも読み取れる。

### 唾液
口津唾：12世紀に書かれた『証類本草』に記載が見られるほか、『本草綱目』には「霊液」や「神水」などの別名が掲載されている。日本の書籍では『和名抄』および『多識編』に「豆波岐」として収載されている。明目（眼の諸症状の改善）、消腫（腫れを引かせる）、解毒の作用があり、応用例としては明目退翳（眼の諸症状や角膜の濁りを除く）や瘡腫（かさぶた状のできもの）、毒蛇咬（毒蛇に噛まれた場合）があった。
なお、西洋の民間療法では、毛髪の脱毛を促す作用があるとされるほか、胃酸過多、頭痛、咽頭炎などに使用するとされた。

### 精液
「人精」：『新修本草』と『本草綱目』に記載が見られるほか、日本の文献では『和名抄』および『多識編』に収載されている。滅瘢（傷痕を消す）作用が知られ、湯火瘡（やけど）や金瘡出血（切り傷による出血）のほか、瘤などに用いられた。
一部には精液を顔に塗布することで美容効果を得られると信じる者もいるが、十分な科学的根拠は示されていない。

### 涙
「眼涙」：『本草綱目』に記載が見られるが、効能は記されていない。

### 汗
「人汗」：『本草綱目』に記載が見られるが、効能は記されていない。

## 排泄物およびその関係品に由来する生薬
排泄物とは、体内に不要な老廃物を体外へ出したものである。尿の主成分は尿素とナトリウム、カリウムなど。大便の成分は食物繊維などの消化できない食品の残渣や、消化管内の微生物、胆汁など。経血には、一般の血液成分のほか、女性ホルモンなどが含まれる。

### 尿
「人尿」：出典は『名医別録』であり、『本草綱目』には「輪回酒」の別名も収載されている。また、『和名抄』には「由波利」、『多識編』には「比登乃由波利」の名で記載されている。なお、十歳以下の男児の尿は「童便」と呼ばれ、佳（優れて良い）とされる。
潤肌膚（皮膚に潤いを与える）、滋養、止血、解毒などの作用があり、臨床的には、於血、吐血、鼻血、喉痛、下痢、打撲、難産、蛇犬咬（蛇や犬に噛まれた傷）に用いられた。なお、西洋の民間薬としては毒蛇に噛まれた場合に服用するほか、ハンセン氏病や皮膚の湿疹などに外用された。
「溺白」：尿を溜める壷に生じる沈殿物であり、出典は『日華子諸家本草』。『本草綱目』には「人中白」とも記されている。解毒や止血の効能があり、応用例には鼻血、吐血、脚気、肺痿（肺結核）などに用いられた。なお、主な成分は尿酸カルシウムやリン酸カルシウムなどである。
「尿抗泥」：『新修本草』や『本草綱目』に収載されている、尿を溜める壷に生じる泥状物質であり、蜂蠍虫咬（蜂や蠍に咬まれた時）や喉痺（喉の痺れ）に使用された。
「秋石」：出典は11世紀半ばの『沈括良方』とされるが、正條品として正式に収載したのは『本草品彙精要』22巻の人部である。『本草綱目』のほか『和名抄』や『多識編』にも収載されている。なお、秋石には人中白（溺白）を加工したものと、明の時代に開発された偽造品である食塩から作るものの2種類が存在し、前者を「淡秋石」と呼び、後者は「鹹秋石」と呼ぶ。「淡秋石」の主成分は尿酸カルシウムやリン酸カルシウムである一方、「鹹秋石」は塩化ナトリウムが主成分である。滋養強壮作用があり、臨床応用としては、喀血、淋病、咽頭腫痛、水腫などに用いられる。また、漢方処方としては秋石交感丹、秋石五精丸（蓮肉、白茯苓、秋石、川椒、茴香）が知られる。

### 大便
「人屎」：『新修本草』や『本草綱目』に収載されており、『和名抄』では「久曽」、『多識編』には「比登乃久曽」の名で記載されている。解毒作用が知られており、臨床応用では産後陰脱（産後の子宮脱）のほか、蛇咬（蛇に咬まれた時）、痘瘡（天然痘）、鼻血に用いられた。なお、徳川光圀の命により編纂された救民妙薬の、"河豚の毒を解す妙薬"の項には人糞を用いる方法が記されている。さらに、便壷の底に蓄積される泥状物質を「糞坑底泥」と呼び、これは発背（身長の発育）や悪瘡（悪性のできもの）に適用とされた。
また西洋の民間薬では、皮膚疾患や潰瘍に利用された例が知られている。
「人中黄」：出典は『日華子諸家本草』とされており、別名として「甘草黄」の名がある。甘草の粉末を人糞に混ぜて（或いは竹筒に入れた甘草の粉末を肥溜めに漬けて）作成する。解熱や解毒作用があるとされ、応用例では丹毒（細菌性皮膚疾患）や傷寒熱病（チフスの類）、吐痰などに用いられた。人中黄を含む漢方処方としては、化斑解毒湯（知母、黄連、連翹、人中黄、升麻、石膏、甘草、牛蒡子、玄参）が知られている。
「小児胎屎」：『本草綱目』に収載されている、新生児の胎便であり、悪瘡（悪性のできもの）や鬼舐頭（円形脱毛症）に適用とされた。

### 経血
「夫人月水」：『新修本草』や『本草綱目』に収載されており、『和名抄』では「佐波利」、『多識編』には「女乃月乃毛乃」の名で記載されている。さらに、『大和本草』には「紅鉛」の名で収載されている。解毒箭（毒矢傷の解毒）や女労復（過労により病気が再発した女性）に用いられた。また、経血の付着した布を「月経衣」と呼び、霍乱（激しい下痢や嘔吐）や黄疸、陰瘡（陰部の皮膚疾患）に適用とされていた。
なお、西洋の民間薬としては、皮膚病のほかに妊娠の予防目的で利用された。

## 血液
「人血」：『本草拾遺』や『本草綱目』に収載されており、皮肉乾枯（乾燥肌）や狂犬咬（狂犬に咬まれた時）に用いるとされた。

## 結石に由来する生薬
体内で形成される石であり、泌尿器系組織で形成される尿路結石と、胆嚢系組織に形成される胆石の二種が存在する。主要な成分は、尿路結石がカルシウムやリン酸、尿素であり、胆石ではビリルビンやコレステロールである。

### 胆石
「人癖石」：『本草綱目』に収載されており、『多識編』では「牟祢乃也末伊乃加多末里伊志」の名で記載されている。消硬癖（凝結物を除く）や噎膈（食道のつかえ）に効果があるとされた。

### 尿路結石
「淋石」：『本草綱目』に収載されており、『多識編』では「由波里也末伊乃祢里伊志」の名で記載されている。噎病吐食（喉のつかえによる嘔吐）や石淋（尿路結石）の適用とされた。

## 出産に関連する生薬
この項では胎盤とへその緒を扱っている。出産は古来より神秘的な現象と考えられており、特に胎盤を食するという行為は、生命力を取り込むという呪術的な目的に由来するのではないかとの指摘がされている。胎盤とへその緒の主な成分は、タンパク質やアミノ酸、ホルモンなど。

### 胎盤
妊娠時にへその緒を介して母体と胎児を繋ぐ組織であり、出産後には脱落する。これは後産と呼ばれ、その胎盤を食する文化は世界各地に広く見られたことが知られている。現在では、胎盤を直接食べる行為は忌避されつつあるが、その一方で胎盤由来エキスのプラセンタとして医薬品や化粧品に使用されている。
「人胞」：『本草拾遺』が初出であり、『本草綱目』では「胎衣」や「紫河車」と記されているほか、『多識編』では「比登乃恵那」とされている。安心（心を落ち着かせる）、益気、補精（精をおぎなう）効果があるとされ、不妊や労損、てんかんなどに応用された。漢方処方には、河車丸（紫河車、白茯苓、人参、山薬）や大造丸（紫河車、当帰、黄柏、杜仲、牛膝、生地黄、砂仁、白茯苓、天門冬、麦門冬、人参）が知られる。また、「人胞」を埋めて得られる水を「胎衣水」と呼び、これは小児丹毒（子供の細菌性皮膚疾患）や狂言妄語の適用とされた。

### へその緒
「初生臍帯」：『証類本草』や『本草綱目』に収載されており、『多識編』では「保曽乃禰」として記載されている。瘧（マラリア）や胎毒（新生児や乳幼児の顔面に出る湿疹）に適用とされた。

## ミイラ
ミイラとは、乾燥により腐敗せずに残った（あるいは人為的加工により残した）死体であり、古代エジプトやアンデスのものがよく知られるほか、日本や中国では即身成仏により僧侶が入定したものなどが残されている。16-17世紀においては、西洋ではミイラを医薬品として用いるのが一般的となるほど流行し、これが日本へも輸入されていたことが知られている。
「木乃伊」：『証類本草』や『本草綱目』に収載されており、『多識編』には「岐乃也仁乃禰利久須利」の名で記載されているほか、美伊良などの名が知られている。悪血（下腹部の血行不良）に効果があるとされ、骨折や労咳（結核）、吐血、虫歯、淋病などに用いられた。木乃伊は『大和本草』巻一六にも記載があるが、著者の貝原益軒は万能薬的な効能を疑問視し、人間であったものを仁礼の道に反し君子の忍び難きことであると記した。ヨーロッパでのミイラの使用は、その薬効が人体に由来するものではなく防腐に使われた没薬によるものと認識されて廃れた。

## 人肉
「人肉」：『本草拾遺』や『本草綱目』に収載されている。瘵疾（結核）に効能があるとされた。また、中国では宋の時代以降、両親や舅、姑の病気には、自身やその妻が内股の肉を切り取って薬膳とするのが最大の孝行とされた。

## 内臓
「人膽」：『本草綱目』に収載されており、人の胆を指す。鬼気（死人の邪気）、尸疰（肺病の一種）、久瘧（マラリヤ）、金瘡（切り傷）に適用された。なお、江戸時代には「人胆丸」という生胆を用いた薬が、刀剣の試し斬り役を務めていた山田浅右衛門により実際に販売されている。

## 陰茎
「人勢」：『本草綱目』に収載されており、人の陰茎を指す。創口不合（傷口がつかない状態）や下蠶室に適用とされた。

## 魄
「人魄」：『本草綱目』に曰く、「縊死した人の下には麩炭の如き物があり、すぐに掘らなければ深く潜っていく。これを除かなければ、必ずまた同じ場所で縊死者が出るだろう。これは人の魄であり、魄は地面に入って物となる。」…とある。この人魄は、鎮心（心を安定化させる）や安神魄（精神や魄を落ち着かせる）などの効能があるとされた。魄そのものに関しては、魂魄の記事を参照のこと。

## 気
「人気」：『本草綱目』によれば、下元虚冷（漢方医学において、腎気が弱った状態）、凡人身體骨節痺痛（骨関節部の痺痛）、鼻衄金瘡（鼻血の出血）などの症状が、気の適用とされた。